# Ozires Silva
Ozires Silva GOMM (Bauru, 8 de janeiro de 1931) é um engenheiro aeronáutico brasileiro. Foi presidente e cofundador da Embraer. Presidiu também a Petrobras e a Varig. Em 2008 foi nomeado reitor da Unimonte, cargo que ocupou até outubro de 2018, quando passou a atuar como Chanceler da Universidade São Judas. Foi também Presidente do Conselho de Inovação da Ânima Educação. 
Segundo o engenheiro Decio Fischetti, autor de sua biografia, "Ozires faz parte da Santíssima Trindade da Aeronáutica brasileira, juntamente com Santos Dumont e o brigadeiro Casimiro Montenegro Filho, criador do ITA".

## Biografia
Neto de portugueses, Ozires é filho dos paulistas Arnaldo de Oliveira Silva e Helena Beldinanzi. Foi coronel da Força Aérea Brasileira e formou-se em Engenharia Aeronáutica pelo Instituto Tecnológico de Aeronáutica (ITA). Foi ministro da Infraestrutura e ministro das Comunicações do Brasil. Destaca-se por sua contribuição no desenvolvimento da indústria aeronáutica no Brasil. Capitaneou a equipe que projetou e construiu o avião Bandeirante. Em 1951 fez o curso de piloto militar da Escola de Aeronáutica. Em 1954 fez o curso de piloto de Patrulha e da tática Anti-Submarino Aeronaval. Liderou em 1969 o grupo que promoveu a criação da Embraer, uma das maiores empresas aeroespaciais do mundo, dando início à produção industrial de aviões no Brasil. Presidiu a empresa até 1986, quando foi nomeado presidente da Petrobras, cargo que exerceu até 1989.
Em maio de 1986, pilotando o próprio avião Xingu da Embraer, ele viveu um episódio conhecido como a “Noite Oficial dos OVNIs”, quando 20 objetos não identificados foram detectados no espaço aéreo pelo Cindacta de Brasília.
Em 1990, assumiu o Ministério da Infraestrutura, sendo condecorado em agosto do mesmo ano pelo presidente Fernando Collor com a Ordem do Mérito Militar no grau de Grande-Oficial especial.
Em 1991 retornou à Embraer, desempenhando um papel importante na condução do processo de privatização da empresa, concluído em 1994. Também atuou como presidente da Varig por dois anos (2000-2002).
Criou em 2003 a Pele Nova Biotecnologia em Ribeirão Preto, primeiro fruto da Academia Brasileira de Estudos Avançados, empresa focada em saúde humana cuja missão é a pesquisa, desenvolvimento e produção de tecnologias inovadoras na área de regeneração e engenharia tecidual. Ozires Silva também faz parte de uma série de Conselhos e de Associações de Classe. Em 18 de novembro de 2008, a Unimonte apresenta à sociedade Ozires como seu novo reitor. Em 2018, a Unimonte foi adquirida pelo grupo Anima Educação, que administra também a Universidade São Judas Tadeu, entre outras instituições. A Unimonte passou a ser denominada Centro Universitário São Judas Tadeu – Campus Unimonte, mantendo Ozires Silva como reitor até outubro de 2018. A partir de então, passou a atuar como Chanceler da Universidade São Judas, continuando também como Presidente do Conselho de Inovação da Ânima Educação.
É agraciado pelo Rotary Club de São José dos Campos - Oeste com o título de Associado Honorário desde 2014.

## Publicações

### Revistas
- Articulista da Revista VALEPARAIBANO – SJCampos, SP
- Articulista da Revista AIRBORNE DA TAM – Linhas Aéreas
- Articulista da Avião Revue de SPaulo

### Livros
- A Decolagem de um Sonho: História da Criação da Embraer. Lemos Editorial, 1998.
- Cartas a um Jovem Empreendedor. Elsevier, 2006.
- Etanol: a revolução verde e amarela. Bizz Comunicação, 2008.
- Nas Asas da Educação: A trajetória da Embraer. Elsevier, 2008 - (Digitalização parcial em Google Livros).
- A Decolagem de um Grande Sonho. Elsevier, 2008 - Edição comemorativa pelos 40 anos da Embraer - (Digitalização parcial em Google Livros).
- Rotas de um Empreendedor. Bizz Comunicação, 2014. (Reedição de "Cartas a um Jovem Empreendedor")
- O Sonho que Decolou, a fascinante história da Embraer.

## Prêmios

### Medalhas nacionais
- Grande Oficial da Ordem do Mérito Militar (1990)[13]
- Grande Oficial da Ordem do Mérito Aeronáutico (1981)[14]
- Grande Oficial da Ordem do Mérito das Forças Armadas (Estado Maior das Forças Armadas) (1990)[15]
- Medalha da Ordem Rio Branco (Itamaraty)
- Medalha Prêmio da Força Aérea Brasileira (1971)[16]
- Vinte anos de Serviço na Aeronáutica Militar Brasileira - Prata
- Medalha do Mérito Santos-Dumont (Ministério da Aeronáutica) (1968)[17]
- Grã-Cruz da Ordem do Ipiranga do Governo de São Paulo (2021)[18]
- Medalha da Inconfidência do Governo de Minas Gerais
- Medalha do Centenário Juscelino Kubitschek de Oliveira – Governo de Minas Gerais
- Medalha de Ouro Oswaldo Nascimento Leal
- Medalha Mérito Tamandaré (Ministério da Marinha)
- Ordem do Mérito Naval (Ministério da Marinha)
- Medalha da Ordem do Marechal Rondon - Instituto Geográfico Brasileiro
- Medalha do Mérito Industrial (FIERJ - Federação das Indústrias do Rio de Janeiro)
- Medalha Pioneiros da Aeronáutica (Fundação Santos Dumont)
- Medalha do Sesquicentenário da Polícia Militar de São Paulo
- Medalha da Aviação Naval
- Legião do Mérito da Academia Militar de Engenharia
- Medalha do Tribunal de Contas da União
- Medalha de Engenharia Militar - Instituto Militar de Engenharia (Rio de Janeiro)
- Medalha do Mérito Ferroviário
- Medalha do Pacificador (Ministério do Exército) (1992)[13]
- Medalha do Mérito Científico (Grã-Cruz) do Governo Brasileiro
- Medalha do Mérito da Fraternidade Ecumênica (LBV) - 1999
- Ordem Nacional do Mérito Científico da República Federativa do Brasil (Grã-Cruz)

### Condecorações internacionais
- Medalha da Cidade de Trujillo (Peru)
- Medalha da Ordem Francisco de Miranda (Venezuela)
- Doutor "Honoris-Causa" (Ramo de Engenharia) da The Queen's University of Belfast (Irlanda)
- Piloto "Honoris Causa" da Força Aérea da Bolívia
- Piloto Honorário da Força Aérea Boliviana
- Medalha da Academia Aeronáutica (Itália)
- Medalha Charles Lindbergh (EUA)
- Medalha da Câmara de Comércio Brasil-Canadá (Toronto *Canadá)
- Diploma- Homenagem da Armada do Chile
- Medalha do Estado Maior das Forças Armadas do Paraguai
- Medalha da Direção de Aviação Civil (França)
- Medalha da Aeronáutica Militar Francesa
- Medalha da Legião de Honra – França
- Medalha da American Chamber of Commerce (New York *EUA)
- Medalha da União Internacional das Telecomunicações (Genebra *Suíça)
- Ordem de Mayo Grã-Cruz (Argentina)
- Ordem da Águia Asteca do Governo Mexicano
- Ordem do Mérito da República Italiana
- Hall da Fama – Smithsonian Institution (Washington, EUA)
- Medalha da World Trade Association (Los Angeles, California, EUA)
- Honorary Fellow - SETP (The Society of Experimental Test Pilots) – EUA (1999)[19]
- CALTECH – California Institute of Technology *Alumni Award - EUA (1992)
- Medalha Daniel Guggenheim - EUA (2020)[20]
- Lenda do GALCIT Caltech[21]
- SAE Fellow - EUA (2009)[22]
- Personalidade do Ano da Revista Aviation Week & Space Technology - EUA (1979)

Várias menções honrosas e citações de instituições de vários países

### Outras homenagens
- Destaque Nacional - Associação dos Engenheiros e Arquitetos de São Paulo
- Destaque Empresarial - Associação Comercial de São José dos Campos
- Diploma-Homenagem  do Centro de Tecnologia Empresarial (Curitiba *PR)
- Prêmio Tendência de Tecnologia (Rio de Janeiro)
- Cidadão Honorário de São José dos Campos
- Cidadão Emérito de várias cidades brasileiras
- Homenagem do Dia da Indústria - Federação das Indústrias de Minas Gerais
- Menção Honrosa -Associação dos Arquitetos de São José dos Campos
- Grande Homenagem do Corpo de Bombeiros do Rio de Janeiro
- Homenagem do Instituto de Educação Ernesto Monte (Bauru)
- Personalidade do Ano - Associação Comercial do Distrito Federal
- Personalidade do Ano - ITA (1975)
- Homenagem da Escola de Comando e Estado Maior do Exército
- Diploma de Honra ao Mérito de Taquaritinga
- Prêmio Tendência de Ciência e Tecnologia (1977)
- Prêmio de Marketing - Associação Brasileira de Marketing (1977)
- Prêmio "A Lavoura" - Associação Brasileira de Agricultura(1978)
- Eminente Engenheiro do Ano - Instituto de Engenharia SP (1980)
- Homem do Ano - Câmara de Comércio Brasil/Estados Unidos (1987)
- Medalha Excelência do ITA – 2002
- Doutor Honoris Causa pela UNESP - 2009
- Doutor Honoris Causa do ITA (2021)[23]
- Prêmio "Paulo Moraes Jr.", da Associação Aeroespacial Brasileira (AAB), 2015
- Prêmio Ozires Silva de Empreendedorismo Sustentável (Promovido desde 2006 pelo Instituto Superior de Administração e Economia do Mercosul - ISAE, em Curitiba/PR)
- Cátedra Ozires Silva de Empreendedorismo e Inovação Sustentáveis (Organizada desde 2011 pelo Instituto Superior de Administração e Economia do Mercosul - ISAE, em parceria com organizações públicas e privadas e pesquisadores, em Curitiba/PR)
- Personalidade de Visão Global ADVB (Associação dos Dirigentes de Vendas e Marketing do Brasil) – 2013[24]

## Outras atividades
- Academia Nacional de Engenharia (Acadêmico)
- ADVB - Associação dos Dirigentes de Vendas e Marketing do Brasil (Conselheiro)
- CEBEU - Conselho Empresarial Brasil/Estados Unidos (Conselheiro)
- CNI - Confederação Nacional da Indústria (Membro)
- FIESP – Federação das Indústrias do Estado de S. Paulo - Presidente do Conselho Superior de Tecnologia
- INCAER - Instituto Histórico-Cultural da Aeronáutica (Conselheiro)
- Grupo Brasil – Presidente do Conselho de Adminisração
- Royal Aeronautical Society (Fellow) (Londres - Inglaterra)
- Royal Swedish Academy of Engineering Sciences (Membro) (Estocolmo - Suécia)
- Caltech Alumnus (Associado) (Pasadena, Califórnia - EUA)
- British Council (Chartered Engineer)(Inglaterra)
- Air Squadron (Membro Honorário) (Londres-Inglaterra)
- Fundação Dom Cabral (Membro do Conselho Curador)
- Fundação Brasileira de Soldagem (Membro)
- Fundação Atlantic (Membro do Conselho Curador)
- Instituto de Engenharia de São Paulo (Conselho Deliberativo - Membro)[25]
- Federação do Comércio do Estado de São Paulo (Membro do Conselho Econômico-Social)
- Câmara Americana de Comércio (São Paulo) (Conselheiro)
- Câmara de Comércio Brasil-Alemanha (Membro)
- Associação Comercial do Rio de Janeiro (Conselho Diretor)
- AEB - Associação de Comércio Exterior do Brasil (Conselheiro)[25]
- Northwestern University (Membro do "Transportation Center's Business Advisory Committee") (EUA)
- Associação de Engenharia Militar (Membro)
- Agência Espacial Brasileira (Membro do Conselho Superior) - Governo Federal do Brasil
- Santa Casa de Bauru (Conselheiro)
- ACM – Associação Cristã de Moços -Membro da Diretoria
- Diretor Honorário da Associação Brasileira dos Executivos de Comércio Exterior
- Membro do Conselho Consultivo do Instituto de Engenharia - S.Paulo
- Membro do “Business Advisory Committee” da UNIDO (United Nations Industrial Organization)
- Conselheiro do Conselho Nacional de Ciência e Tecnologia (Governo Federal do Brasil)
- Membro da Ordem do Mérito Científico da República Federativa do Brasil
- Presidente do Conselho Deliberativo da Sociedade Brasileira de Metrologia
- Membro do Conselho de Orientação e de Política Social da Federação de Comércio do Estado de S. Paulo[25]
- Membro do Conselho de Árbitros da Bolsa de Valores de S. Paulo
- Membro do Conselho Consultivo da SAE (Society of Automotive Engineers) – SP
- Membro do Conselho Consultivo da Associação Brasileira de Capitais de Risco
- Comissão do Desenvolvimento da Infraestrutura Industria; (CNI) Membro
- Comitê Gestor do Programa de Ciência & Tecnologia do Setor Aeronáutico (Ministério de Ciência e Tecnologia)
- Fundação Dom Cabral – Conselho Curador
- Fundação Casimiro Montenegro Filho – Conselho Curador
- Fundação de Desenvolvimento da Tecnologia de Engenharia (Universidade de S. Paulo)
- Membro do Comitê Diretor da DNV (Noruega)
- Associação Brasileira de Engenharia Automotiva – Conselho Consultivo
- Centro de Integração Escola-Empresa – Membro do Conselho de Administração
- Associação de Engenheiros do ITA – Instituto Tecnológico de Aeronáutico – Membro
- Academia de Engenharia Militar – Membro
- Academia Pan Americana de Engenharia – Membro
- SETP – Society of Experimental Test Pilot –  U.S.A -Membro Honorário
- Presidente da Associação dos Engenheiros do ITA